# Gran Premio di superbike di Lausitz 2016
Il Gran Premio di Superbike di Lausitz 2016 è stata la decima prova su tredici del campionato mondiale Superbike 2016, è stato disputato il 17 e 18 settembre sul circuito di Lausitz e in gara 1 ha visto la vittoria di Chaz Davies davanti a Tom Sykes e Nicky Hayden, la gara 2 è stata vinta da Jonathan Rea che ha preceduto Alex De Angelis e Javier Forés.
La seconda gara, dapprima posticipata a causa delle avverse condizioni meteorologiche, è stata disputata su una percorrenza limitata a 16 giri dai 21 previsti.
La vittoria nella gara valevole per il campionato mondiale Supersport 2016 è stata ottenuta da Kenan Sofuoğlu.

## Risultati

### Gara 1

#### Arrivati al traguardo
| Pos. | Nº  | Pilota               | Squadra                  | Motocicletta       | Giri | Tempo     | Griglia | Punti |
| ---- | --- | -------------------- | ------------------------ | ------------------ | ---- | --------- | ------- | ----- |
| 1º   | 7   | Chaz Davies          | Aruba.it Racing - Ducati | Ducati Panigale R  | 21   | 34'20.100 | 1º      | 25    |
| 2º   | 66  | Tom Sykes            | Kawasaki Racing          | Kawasaki ZX-10R    | 21   | +10.561   | 2º      | 20    |
| 3º   | 69  | Nicky Hayden         | Honda World Superbike    | Honda CBR1000RR SP | 21   | +11.536   | 3º      | 16    |
| 4º   | 81  | Jordi Torres         | Althea BMW Racing        | BMW S1000 RR       | 21   | +12.493   | 5º      | 13    |
| 5º   | 2   | Leon Camier          | MV Agusta Reparto Corse  | MV Agusta 1000 F4  | 21   | +12.965   | 7º      | 11    |
| 6º   | 60  | Michael van der Mark | Honda World Superbike    | Honda CBR1000RR SP | 21   | +18.863   | 10º     | 10    |
| 7º   | 34  | Davide Giugliano     | Aruba.it Racing - Ducati | Ducati Panigale R  | 21   | +18.970   | 8º      | 9     |
| 8º   | 22  | Alex Lowes           | Pata Yamaha              | Yamaha YZF R1      | 21   | +27.395   | 12º     | 8     |
| 9º   | 50  | Sylvain Guintoli     | Pata Yamaha              | Yamaha YZF R1      | 21   | +33.221   | 9º      | 7     |
| 10º  | 12  | Javier Forés         | Barni Racing             | Ducati Panigale R  | 21   | +33.459   | 13º     | 6     |
| 11º  | 13  | Anthony West         | Pedercini Racing         | Kawasaki ZX-10R    | 21   | +46.665   | 16º     | 5     |
| 12º  | 15  | Alex De Angelis      | IodaRacing               | Aprilia RSV4 RF    | 21   | +1'02.000 | 18º     | 4     |
| 13º  | 40  | Román Ramos          | Team GoEleven            | Kawasaki ZX-10R    | 21   | +1'05.734 | 15º     | 3     |
| 14º  | 25  | Joshua Brookes       | Milwaukee BMW            | BMW S1000 RR       | 21   | +1'05.890 | 17º     | 2     |
| 15º  | 99  | Luca Scassa          | VFT Racing               | Ducati Panigale R  | 21   | +1'14.908 | 19º     | 1     |
| 16º  | 9   | Dominic Schmitter    | Grillini Racing          | Kawasaki ZX-10R    | 21   | +1'24.523 | 14º     |       |
| 17º  | 119 | Paweł Szkopek        | Team Tóth                | Yamaha YZF R1      | 21   | +1'33.495 | 21º     |       |
| 18º  | 56  | Péter Sebestyén      | Team Tóth                | Yamaha YZF R1      | 20   | +1 giro   | 23º     |       |
| 19º  | 4   | Gianluca Vizziello   | Grillini Racing          | Kawasaki ZX-10R    | 20   | +1 giro   | 20º     |       |

#### Ritirati
| Nº | Pilota              | Squadra           | Motocicletta    | Giri | Griglia |
| -- | ------------------- | ----------------- | --------------- | ---- | ------- |
| 11 | Saeed Al Sulaiti    | Pedercini Racing  | Kawasaki ZX-10R | 17   | 24º     |
| 21 | Markus Reiterberger | Althea BMW Racing | BMW S1000 RR    | 8    | 11º     |
| 32 | Lorenzo Savadori    | IodaRacing        | Aprilia RSV4 RF | 7    | 4º      |
| 1  | Jonathan Rea        | Kawasaki Racing   | Kawasaki ZX-10R | 7    | 6º      |
| 17 | Karel Abraham       | Milwaukee BMW     | BMW S1000 RR    | 1    | 22º     |

### Gara 2

#### Arrivati al traguardo
| Pos. | Nº  | Pilota               | Squadra                  | Motocicletta       | Giri | Tempo     | Griglia | Punti |
| ---- | --- | -------------------- | ------------------------ | ------------------ | ---- | --------- | ------- | ----- |
| 1º   | 1   | Jonathan Rea         | Kawasaki Racing          | Kawasaki ZX-10R    | 16   | 31'39.737 | 6º      | 25    |
| 2º   | 15  | Alex De Angelis      | IodaRacing               | Aprilia RSV4 RF    | 16   | +9.396    | 18º     | 20    |
| 3º   | 12  | Javier Forés         | Barni Racing             | Ducati Panigale R  | 16   | +13.041   | 13º     | 16    |
| 4º   | 2   | Leon Camier          | MV Agusta Reparto Corse  | MV Agusta 1000 F4  | 16   | +15.728   | 7º      | 13    |
| 5º   | 50  | Sylvain Guintoli     | Pata Yamaha              | Yamaha YZF R1      | 16   | +17.100   | 9º      | 11    |
| 6º   | 7   | Chaz Davies          | Aruba.it Racing - Ducati | Ducati Panigale R  | 16   | +19.780   | 1º      | 10    |
| 7º   | 25  | Joshua Brookes       | Milwaukee BMW            | BMW S1000 RR       | 16   | +32.208   | 17º     | 9     |
| 8º   | 60  | Michael van der Mark | Honda World Superbike    | Honda CBR1000RR SP | 16   | +54.373   | 10º     | 8     |
| 9º   | 40  | Román Ramos          | Team GoEleven            | Kawasaki ZX-10R    | 16   | +57.271   | 15º     | 7     |
| 10º  | 69  | Nicky Hayden         | Honda World Superbike    | Honda CBR1000RR SP | 16   | +59.671   | 3º      | 6     |
| 11º  | 99  | Luca Scassa          | VFT Racing               | Ducati Panigale R  | 16   | +1'01.938 | 19º     | 5     |
| 12º  | 66  | Tom Sykes            | Kawasaki Racing          | Kawasaki ZX-10R    | 16   | +1'14.028 | 2º      | 4     |
| 13º  | 4   | Gianluca Vizziello   | Grillini Racing          | Kawasaki ZX-10R    | 16   | +1'14.038 | 20º     | 3     |
| 14º  | 119 | Paweł Szkopek        | Team Tóth                | Yamaha YZF R1      | 16   | +1'46.309 | 21º     | 2     |
| 15º  | 17  | Karel Abraham        | Milwaukee BMW            | BMW S1000 RR       | 16   | +1'51.775 | 22º     | 1     |
| 16º  | 56  | Péter Sebestyén      | Team Tóth                | Yamaha YZF R1      | 15   | +1 giro   | 23º     |       |

#### Ritirati
| Nº | Pilota              | Squadra                  | Motocicletta      | Giri | Griglia |
| -- | ------------------- | ------------------------ | ----------------- | ---- | ------- |
| 9  | Dominic Schmitter   | Grillini Racing          | Kawasaki ZX-10R   | 12   | 14º     |
| 11 | Saeed Al Sulaiti    | Pedercini Racing         | Kawasaki ZX-10R   | 10   | 24º     |
| 22 | Alex Lowes          | Pata Yamaha              | Yamaha YZF R1     | 9    | 12º     |
| 21 | Markus Reiterberger | Althea BMW Racing        | BMW S1000 RR      | 8    | 11º     |
| 32 | Lorenzo Savadori    | IodaRacing               | Aprilia RSV4 RF   | 6    | 4º      |
| 13 | Anthony West        | Pedercini Racing         | Kawasaki ZX-10R   | 6    | 16º     |
| 81 | Jordi Torres        | Althea BMW Racing        | BMW S1000 RR      | 6    | 5º      |
| 34 | Davide Giugliano    | Aruba.it Racing - Ducati | Ducati Panigale R | 3    | 8º      |

### Supersport

#### Arrivati al traguardo
| Pos. | Nº  | Pilota              | Squadra                         | Motocicletta        | Giri | Tempo     | Griglia | Punti |
| ---- | --- | ------------------- | ------------------------------- | ------------------- | ---- | --------- | ------- | ----- |
| 1º   | 1   | Kenan Sofuoğlu      | Kawasaki Puccetti Racing        | Kawasaki ZX-6R      | 19   | 32'18.677 | 1º      | 25    |
| 2º   | 66  | Niki Tuuli          | Kallio Racing                   | Yamaha YZF R6       | 19   | +1.757    | 2º      | 20    |
| 3º   | 16  | Jules Cluzel        | MV Agusta Reparto Corse         | MV Agusta F3 675    | 19   | +4.712    | 6º      | 16    |
| 4º   | 2   | Patrick Jacobsen    | Honda World Supersport          | Honda CBR600RR      | 19   | +12.174   | 9º      | 13    |
| 5º   | 64  | Federico Caricasulo | Bardahl Evan Bros. Honda Racing | Honda CBR600RR      | 19   | +13.195   | 11º     | 11    |
| 6º   | 21  | Randy Krummenacher  | Kawasaki Puccetti Racing        | Kawasaki ZX-6R      | 19   | +13.820   | 5º      | 10    |
| 7º   | 87  | Lorenzo Zanetti     | MV Agusta Reparto Corse         | MV Agusta F3 675    | 19   | +14.653   | 7º      | 9     |
| 8º   | 71  | Christoffer Bergman | CIA Landlord Insurance Honda    | Honda CBR600RR      | 19   | +18.096   | 4º      | 8     |
| 9º   | 111 | Kyle Smith          | CIA Landlord Insurance Honda    | Honda CBR600RR      | 19   | +22.721   | 12º     | 7     |
| 10º  | 78  | Hikari Ōkubo        | CIA Landlord Insurance Honda    | Honda CBR600RR      | 19   | +24.609   | 20º     | 6     |
| 11º  | 81  | Luke Stapleford     | Profile Racing                  | Triumph Daytona 675 | 19   | +24.914   | 10º     | 5     |
| 12º  | 25  | Alex Baldolini      | Race Department ATK#25          | MV Agusta F3 675    | 19   | +24.968   | 16º     | 4     |
| 13º  | 86  | Ayrton Badovini     | Gemar Balloons - Team Lorini    | Honda CBR600RR      | 19   | +25.049   | 8º      | 3     |
| 14º  | 55  | Ilya Mikhalchik     | DS Junior                       | Kawasaki ZX-6R      | 19   | +26.475   | 14º     | 2     |
| 15º  | 47  | Axel Bassani        | San Carlo Team Italia           | Kawasaki ZX-6R      | 19   | +27.255   | 18º     | 1     |
| 16º  | 19  | Kevin Wahr          | Gemar Balloons - Team Lorini    | Honda CBR600RR      | 19   | +32.781   | 13º     |       |
| 17º  | 77  | Kyle Ryde           | Schmidt Racing                  | Kawasaki ZX-6R      | 19   | +32.860   | 17º     |       |
| 18º  | 44  | Roberto Rolfo       | Factory Vamag                   | MV Agusta F3 675    | 19   | +36.220   | 19º     |       |
| 19º  | 11  | Christian Gamarino  | Team GoEleven                   | Kawasaki ZX-6R      | 19   | +39.736   | 25º     |       |
| 20º  | 22  | Eemeli Lahti        | Suzuki Stoneline-Mayer          | Suzuki GSX-R600     | 19   | +41.318   | 21º     |       |
| 21º  | 38  | Hannes Soomer       | Kallio Racing                   | Yamaha YZF R6       | 19   | +45.273   | 23º     |       |
| 22º  | 63  | Zulfahmi Khairuddin | Orelac Racing VerdNatura        | Kawasaki ZX-6R      | 19   | +45.407   | 24º     |       |
| 23º  | 65  | Michael Canducci    | GRT Racing                      | MV Agusta F3 675    | 19   | +49.586   | 22º     |       |
| 24º  | 10  | Nacho Calero        | Orelac Racing VerdNatura        | Kawasaki ZX-6R      | 19   | +1'00.841 | 27º     |       |
| 25º  | 23  | Cédric Tangre       | Yohann Moto Sport               | Suzuki GSX-R600     | 19   | +1'02.586 | 28º     |       |
| 26º  | 6   | Davide Stirpe       | Scuderia Maranga Racing         | Kawasaki ZX-6R      | 19   | +1'03.171 | 32º     |       |
| 27º  | 12  | Christopher Gobbi   | VFT Racing                      | Yamaha YZF R6       | 19   | +1'12.385 | 31º     |       |
| 28º  | 50  | Braeden Ortt        | WILSport Racedays Honda         | Honda CBR600RR      | 19   | +1'31.475 | 33º     |       |

#### Ritirati
| Nº | Pilota             | Squadra                      | Motocicletta     | Giri | Griglia |
| -- | ------------------ | ---------------------------- | ---------------- | ---- | ------- |
| 69 | Ondřej Ježek       | Team GoEleven                | Kawasaki ZX-6R   | 15   | 26º     |
| 83 | Lachlan Epis       | Response RE Racing           | Kawasaki ZX-6R   | 9    | 29º     |
| 4  | Gino Rea           | GRT Racing                   | MV Agusta F3 675 | 8    | 3º      |
| 35 | Stefan Hill        | CIA Landlord Insurance Honda | Honda CBR600RR   | 4    | 30º     |
| 61 | Alessandro Zaccone | San Carlo Team Italia        | Kawasaki ZX-6R   | 0    | 15º     |